# Кошки-мышки (фильм, 2006)
«Ко́шки-мы́шки» (англ. Catch and Release) — американская романтическая комедия 2006 года, режиссёрский дебют Сюзанны Грант. В главных ролях: Дженнифер Гарнер, Тимоти Олифант, Сэм Джагер, Кевин Смит и Джульетт Льюис. В мировой прокат фильм вышел 20 октября 2006 года, в России — 31 мая 2007 года на DVD.

## Сюжет
После смерти своего жениха Грэйди, который незадолго до свадьбы скончался в результате несчастного случая, Грэй, пытающаяся вернуться к нормальной жизни, переезжает в квартиру, где живут её приятели Сэм и Деннис.
Вскоре Грэй выясняет, что её жених был тайным миллионером и что каждый месяц он посылал деньги неизвестному ей адресату. В конце концов Грэй понимает, что покойный вовсе не был идеальным человеком, каким он ей казался. Пережить это неприятное открытие ей помогает Фриц, лучший друг Грэйди, испытывающий к Грэй романтические чувства.

## В ролях
| Актёр            | Роль                   |
| ---------------- | ---------------------- |
| Дженнифер Гарнер | Грэй Уиллер            |
| Тимоти Олифант   | Фриц Мессинг друг Грэй |
| Сэм Джагер       | Деннис друг Грэй       |
| Кевин Смит       | Сэм друг Грэй          |
| Джульетт Льюис   | Морин                  |
| Джошуа Фризен    | Мэтти                  |
| Фиона Шоу        | миссис Дуглас          |
| Тина Лиффорд     | Ева                    |
| Джорджия Крэйг   | Персефона              |

## Саундтрек
Песни, представленные в картине:
1. Foo Fighters – «Razor»
2. The Lemonheads – «My Drug Buddy»
3. Blinker the Star – «A Nest for Two»
4. The Magic Numbers – «Mornings Eleven»
5. Гари Жюль – «Pills»
6. Стив Дюран – «Electrified and Ripe»
7. New Radiant Storm King – «The Winding Staircase»
8. Audible – «Sky Signal»
9. Питер Маклагган – «Leaving the Ground»
10. Джошуа Радин – «What if You»
11. Gomez – «These 3 Sins»
12. Alaska! – «Resistance»
13. Пол Вестерберг – «Let the Bad Times Roll»
14. The Swallows – «Turning Blue»
15. Эндрю Родригес – «What I Done»
16. Death Cab for Cutie – «Soul Meets Body»
17. Doves – «There Goes the Fear»

## Критика
Реакция на фильм была в значительной степени негативной. 
На сайте Rotten Tomatoes фильм имеет рейтинг 21%, основанный на 132 обзорах критиков, со средней оценкой 4.5 из 10. Критический консенсус сайта гласит: «Романтическая драма со скучными, нестандартными персонажами и надуманными ситуациями».
На сайте Metacritic фильм набрал 43 балла из 100, на основании 28 обзоров, что указывает на «смешанные или средние отзывы».
Зрители, опрошенные CinemaScore, дали фильму оценку B.